# رازمیک آمیرگولیان
رازمیک واغارشاکی آمیرگولیان (ارمنی: Ռազմիկ Վաղարշակի Ամիրգուլյան زاده ۶ آوریل ۱۹۲۹ - درگذشته ۲۹ ژانویهٔ ۲۰۱۲) یک بازیگر اهل ارمنستان بود. وی بین سال‌های تا میلادی فعالیت می‌کرد.

## زندگی‌نامه
وی در ۶ آوریل ۱۹۲۹ در ایروان به دنیا آمد و از انستیتو دولتی هنری و نمایشی ایروان فارغ‌التحصیل شد.  وی همچنین برندهٔ جوایزی همچون هنرمند شایسته ارمنستان شوروی (۱۹۸۰) شده‌است. وی در ۲۹ ژانویهٔ ۲۰۱۲ در سن ۸۲ سالگی در ایروان درگذشت.